# ヘルウィンギア・キネンシス
Helwingia chinensisは、アレクサンドル・バタリンによって最初に記述されたハナイカダ科ハナイカダ属の植物種である。

## 変種
Helwingia chinesis var. crenata.